# Estero Casa de Piedra
El río Puente Alto o estero Casa de Piedra es un curso natural de agua que nace en las laderas occidentales de la cordillera de la Costa y fluye hacia el oeste hasta desembocar en el océano Pacífico. A partir de su inicio hasta su entrada al mar, el estero constituye el límite entre las regiones del Biobío y de la Araucanía.
Desemboca frente al extremo sur de la isla Mocha.
El estero pertenece, junto a otros cortos cursos de agua, al ítem 090 del inventario de cuencas de Chile. El ítem 090 tiene una extensión de solo 67 km², y es con ello el más pequeño del inventario.